# إيلونا إيليش
إيلونا إيليش (بالمجرية: Elek Ilona) (و. 1907 – 1988 م) هي مبارزة بالسيف مجرية، ولدت في بودابست، شاركت في الألعاب الأولمبية الصيفية 1952، ومبارزة سيف الشيش في الألعاب الأولمبية الصيفية 1936 – سيدات رقائق ‏، ومبارزة سيف الشيش في الألعاب الأولمبية الصيفية 1948 – سيدات رقائق ‏، والألعاب الأولمبية الصيفية 1936، والألعاب الأولمبية الصيفية 1948، ومبارزة سيف الشيش في الألعاب الأولمبية الصيفية 1952 – سيدات رقائق ‏، توفيت في بودابست، عن عمر يناهز 81 عاماً.

## جوائز
حصلت على جوائز منها:
- Chevalier Feyerick Trophy ‏ (1952).

## روابط خارجية
- إيلونا إيليش على موقع اللجنة الأولمبية الدولية (الإنجليزية)
- إيلونا إيليش على موقع أوليمبيديا (الإنجليزية)
- إيلونا إيليش على موقع اللجنة الأولمبية المجرية (الهنغارية)